# Маклин, Стивен
Стивен Маклин (англ. Steven MacLean; род. 23 августа 1982, Эдинбург) — шотландский футболист, выступал на позиции форварда; тренер.

## Клубная карьера

#### «Рейнджерс» и «Сканторп»
Маклин начал профессиональную карьеру в «Рейнджерс», был почти сразу арендован в клуб английской Лиги 1, «Сканторп Юнайтед», где забил 25 мячей в общей сумме. Алекс Маклиш, бывший тогда тренером «Рейнджерс», заявил, что Стивен не сможет стать основным в шотландском клубе, и был выставлен на трансфер.

### «Шеффилд Уэнсдей»
7 июля 2004 года было объявлено о переходе Стивена в клуб третьего английского дивизиона «Шеффилд Уэнсдей». Сумма трансфера не называлась, но по оценкам равнялась примерно 125 тысячам фунтов стерлингов. Маклин согласовал с клубом трёхлетний контракт.
Карьера Стивена в «Шеффилде» сопровождалась несколькими клубными рекордами. Например, забив 20 мячей в первый же сезон (в числе которых хет-трик в ворота «Донкастер Роверс»), он стал первым за 32 года игроком, которому удавалось забить три мяча за игру, и первым с 1994 года, кто забил более 20 мячей за сезон. Также в этом же сезоне Стивен помог команде выйти в Чемпионшип, забив пенальти в матче с «Хартлпул Юнайтед» при счёте 1:2 в пользу «моряков» на последних минутах основного времени, что перевело игру в дополнительное время, где «Шеффилд» победил со счётом 4:2.
К сожалению для Стивена, прямо перед началом нового сезона он сломал ногу, в результате вернуться к играм смог только к концу сезона, но несмотря на это смог забить несколько важных голов, например дубль с пенальти в дерби с «Шеффилд Юнайтед».
Следующий сезон для шотландца снова начался с травмы, полученной в матче с «Бернли», но быстро восстановился и вернулся спустя месяц, выйдя в старте в матче с «Дерби Каунти». По итогу сезона забил 13 мячей в 44 матчах (22 в старте и 22 на заменах), постепенно возвращаясь к форме, которую он достиг в сезоне 04/05.

### «Кардифф Сити»
22 июля 2007 года Стивен перешёл в «Кардифф Сити». Переход вызвал много споров и разговоров насчёт спекуляций вокруг этого процесса. К тому же большинство болельщиков «Шеффилда» удивилось переходу, так как незадолго до него Стивен заявлял о желании остаться в клубе. Но, несмотря на это, шотландец стал основным в клубе, так как основной форвард Робби Фаулер находился в относительно плохой форме и не мог играть во всех играх клуба.
Карьера с этих пор у Стивена складывалась неоднозначно. До этого момента Маклин славился тем, что забил все пенальти, которые бил, но в матче со «Сток Сити» его пенальти отразил вратарь, в результате «синие птицы» проиграли со счётом 0:1. Свой первый гол Маклин забил позже, в матче с «КПР». «Кардифф» победил со счётом 2:0. С приходом Хассельбайнка и возвращением в хорошую форму Фаулера Стивен в основе играл крайне редко, положение ухудшил разрыв связок лодыжки в матче с «Плимут Аргайл». Предполагалось, восстановление пройдёт до декабря, но уже 21 октября он вышел на замену в матче с «Саутгемптоном». С этого момента в старте почти не играл, а лишь доигрывал матчи, выходив на замену. Вышел в старте лишь в матче с «Уотфордом», «Чарльтоном» и в матче кубка Англии, где соперником был «Чейзтаун».

### «Плимут Аргайл»
Поняв, что в «Кардиффе» карьера не сложилась, 18 января 2008 года Стивен перешёл в «Плимут Аргайл» за 500.000 фунтов стерлингов. Был согласован трёхлетний контракт. Дебютировал за клуб в матче с «Саутгемптоном», матч окончился со счётом 1:1, а первый гол забил на шестой минуте матча с «Барнсли». Но Стивен не смог до конца раскрыться в клубе. В итоге в связи с плохими отношениями с одноклубниками вкупе с отсутствием голов вынудили тренера Пола Старрока выставить его на трансфер, 28 декабря 2009 поехал на сборы с «Хартс», но шотландский клуб так и не решился подписать игрока.

#### Аренда в «Абердин»
В сезоне 09/10 Стивен после долгих переговоров наконец смог сменить клуб, уйдя в аренду в «Абердин». За 16 матчей за шотландский клуб и забил 5 мячей, среди которых: первый в ничейном матче (2:2) с «Хибернианом», дубль в ворота «Селтика» (4:4) — всего три гола по сумме трёх матчей, но эти голы позволили Стивену набрать относительно неплохую форму, после чего вернулся в «Плимут Аргайл».

#### Аренда в «Оксфорд Юнайтед»
После «Абердина» Стивен ушёл в краткосрочную аренду в «Оксфорд Юнайтед». Первый гол забил тогдашним лидерам лиги «Честерфилду», матч окончился победой «Оксфорда» со счётом 2:1. В итоге аренда Маклина была продлена до конца сезона. По итогам года Стивен забил 6 мячей в 31 матче.

### «Йовил Таун»
В июле 2011 Стивен отправился на сборы с английским клубом «Йовил Таун», после чего окончательно присоединился к команде. Дебютировал в первом же матче сезона 11/12 против «Брентфорда», где «Йовил» проиграл 2:0. Забил в матчах с «Престоном», «Борнмутом» и «Бери». Стивен чуть не остался без контракта из-за конфликта с менеджером, но позже конфликт замяли.
После игры с «Карлайл Юнайтед» менеджер «Йовила» заявил, что Стивеном интересуется менеджер «Челтнема» Марк Йейтс. В итоге было объявлено об аренде шотландца на год. За «Челтнем» Маклин забил только один гол, против «Плимут Аргайл».

### «Сент-Джонстон»
1 сентября 2012 года Стивен заключил контракт с клубом Премьершипа «Сент-Джонстон», уже 15 числа дебютировал в матче с «Селтиком», первый гол забил «Куинз Парк» в рамках Кубка Шотландии. В лиге же первый гол забил «Данди» 25 сентября. Позже получил вывих локтя, восстановление заняло около 6 недель, первый матч после травмы провёл против «Инвернесс». Несмотря на частые выходы на поле, у Стивена началась голевая засуха, в итоге его стали использовать не в качестве форварда, а в качестве плеймейкера.
В сезоне 2013/14 дебютировал в еврокубках, первый гол забил в матче с «Минском»

## Международная карьера
Стивен Маклин сыграл четыре матча за сборную Шотландии до 21 года.